# Торенова
Торенова (итал. Torrenova) је насеље у Италији у округу Месина, региону Сицилија.
Према процени из 2011. у насељу је живело 3854 становника. Насеље се налази на надморској висини од 9 м.

## Становништво
Према резултатима пописа становништва 2011. у општини је живело 4.240 становника.
| 1936. | 1951. | 1961. | 1971. | 1981. | 1991. | 2001. | 2011. |
| ----- | ----- | ----- | ----- | ----- | ----- | ----- | ----- |
| 1.867 | 1.098 | 1.558 | 1.540 | 2.834 | 3.414 | 3.691 | 4.240 |